# Dezső Bundzsák
Dezső Bundzsák (Kiskunhalas, 3 de maio de 1928 - 1 de outubro de 2010) foi um futebolista e treinador húngaro, que atuava como atacante.

## Carreira
Dezső Bundzsák fez parte do elenco da Seleção Húngara de Futebol na Copa do Mundo de 1958.